# Jacques Monet
Pour les articles homonymes, voir Monet.
Jacques Monet, né le 26 janvier 1930 à Saint-Jean d'Iberville au Québec et mort le 14 mai 2024 à Pickering en Ontario, est un prêtre jésuite historien et professeur canadien. 

## Biographie
Né le 26 janvier 1930 à Saint-Jean d'Iberville au Québec, Jacques Monet entre à la Société de Jésus en 1949 et est ordonné prêtre en 1966. Il obtient un doctorat en histoire de l'Université de Toronto en 1964. 
Il enseigne à l'Université Saint Mary à Halifax, au Collège Loyola, à Montréal ainsi qu'à l'Université de Toronto. De 1969 à 1982, il enseigne à l'Université d'Ottawa. 
Il est directeur du Canadian Institute of Jesuit Studies et est considéré comme l'un des plus éminents historiens au Canada. Il collabore au Dictionnaire biographique du Canada et à l'Encyclopédie Britannica. Il est également commentateur à la télévision pour Radio-Canada.
Il est recteur de l'Université de Sudbury et membre de la fédération de l'Université Laurentienne.
Jacques Monet meurt le 14 mai 2024 à la René Goupil House de Pickering en Ontario.

## Honneurs
- 1977 - Médaille d’or du gouverneur général
- 1978 - Membre de la Société royale du Canada
- 1982 - Médaille du centenaire de la Société royale du Canada